# 贝尔法斯特国际机场
贝尔法斯特国际机场（英語：Belfast International Airport）是北爱尔兰首府贝尔法斯特的国际机场。